# 薩摩大川駅
薩摩大川駅（さつまおおかわえき）は、鹿児島県阿久根市大川にある肥薩おれんじ鉄道線の駅である。駅番号はOR23。

## 歴史

### 駅名の由来
開業当時の地名（出水郡阿久根村字大川）が由来。山合いの谷間の迫った場所に流れる川のことを「谷（セコ）」や「迫（サコ）」と言い、大川川は大きな迫だったため古代は「大迫（ウサコ）」と呼ばれていた。その後この「大迫（ウサコ）」流域に集落が築かれ「大川（ウコ）」に転化して現在の「大川（オオカワ）」になり、この地を流れる川も大川川と命名された。そのため大川の地名は古くから存在しており、江戸時代までは出水郡阿久根郷大川村であった。
駅を設置する際、既に鶴見臨港鉄道（現・JR東日本鶴見線大川支線）に大川駅、鉄道省佐賀線に筑後大川駅が設けられていたため、当駅には旧国名の「薩摩」を冠して「薩摩大川駅」と命名された。

### 年表
- 1936年（昭和11年）12月15日：牛ノ浜 - 西方間に鉄道省の新駅として開設[1]。
- 1946年（昭和21年）7月15日：小口扱い貨物取扱開始[1]。
- 1949年（昭和24年）6月1日：公共企業体である日本国有鉄道が発足。
- 1961年（昭和36年）9月1日：小口扱い貨物取扱廃止[1]。
- 1965年（昭和40年）10月1日：駅舎建て替えとホーム及び線路嵩上げ工事が完成し、駅構内が高架化される。交換設備設置。
- 1970年（昭和45年）8月21日：荷物扱い廃止[1][2]。CTC化に伴い無人駅化[3]、出水駅の被管理駅になる。
- 1972年（昭和47年）6月18日：北薩摩豪雨により川内方の尻無地区と旧線（旧尻無トンネル）付近で大規模土砂崩れが発生。当駅 - 西方駅間が長時間不通になる。1週間後の6月25日に仮復旧。
- 1973年（昭和48年）10月1日：第二尻無トンネル完成、川内方の旧線から新線への線路付替え工事が完了。現在の線形になる。
- 1978年（昭和53年）3月：駅舎改装[4]。
- 1987年（昭和62年）4月1日：国鉄分割民営化により、JR九州に継承[1]。
- 2004年（平成16年）3月13日：九州新幹線開業に伴い、肥薩おれんじ鉄道に移管[5]。
- 2019年（令和元年）10月1日：駅ナンバリング導入に伴い駅名標を更新。英語表記を「Satsuma Ohkawa」から「Satsuma-Ōkawa」に変更。

## 駅構造
相対式ホーム2面2線を有する地上駅である。無人駅で、駅舎は2階建てのコンクリートブロック製である。1965年（昭和40年）10月に建てられた。
線路が一段高い場所にあるため、駅舎の2階は、ホームに面した待合室となっている。待合室はかつては駅係員の宿直室と詰所であった。
川内側の分岐器はトンネルの中にあるため、トンネル入口は複線で、出口（川内方）は単線となる珍しい形状となっている。
JR九州時代は改札口を入った所（1番線ホームに上がる階段の前）に駅名標が設置されていた。

### のりば
| のりば | 路線                | 方向 | 行先                   | 備考 |
| ------ | ------------------- | ---- | ---------------------- | ---- |
| 1      | ■肥薩おれんじ鉄道線 | 下り | 川内方面               |      |
| 2      | ■肥薩おれんじ鉄道線 | 上り | 阿久根・出水・水俣方面 |      |

かつては木造平屋建て駅舎の有人駅であり、線路とホームは地上より若干高い程度の位置に設置されたごく普通の地上駅で、交換設備の無い単式ホーム1面1線であった。また、八代方の線路は1965年9月までは駅前の寺下踏切から現在の大川川から20m程奥の集落の山側に沿った形で線路が敷かれており、川内方の線路も1973年9月までは現在とは逆で、旧線が山に沿う形で進行方向右側（海側）に向かって敷設され、国道3号のすぐ横を走り、旧尻無トンネルを抜けて再び本線に合流していた。
当駅が設置されている大川地区周辺は大雨や長雨が多い上に土地も盆地で狭かったため、開業当初より夏場や梅雨の時期は猛烈な集中豪雨で大川川、尻無川の氾濫や大きな洪水が度々発生して駅周辺や構内が水没し、列車が長時間不通になる等度重なる水害に悩まされ続けて来た。そのため1964年より当駅 - 旧尻無トンネル - 尻無川鉄橋付近の線路やホーム嵩上げ工事と列車交換用交換設備設置工事を行い、1965年10月1日のダイヤ改正より高架化され現在と同じ2面2線ホームになった（工事期間中の1965年1月から10月までは阿久根駅 - 西方駅間でバス代行輸送を実施した）。駅舎も水害対策のため、嵩上げ工事と同時に国鉄地方駅では珍しく大変強固なコンクリートブロック製の2階建て駅舎に建て替えられた。駅舎1階に駅長事務室、出札窓口、改札口、2階に駅係員宿泊用の宿直室や信号扱者用の詰所が設けられた。2階部分は1番線ホームと接合された形になっており、駅舎や周辺が水没した際に駅係員がホームに避難出来るように非常口の役割も果たしていたが、1970年の無人化後に駅長事務室や出札窓口と共に宿直室や詰所も撤去され待合室に改装された。現在は駅長事務室や出札窓口があった箇所は板張りの壁が付けられているほか、改札口から2番線ホームに繋がる地下道に「1965-10」のプレートが掲出されている。
その後、1972年6月11 - 12日、17 - 18日、26 - 27日、7月3 - 6日と断続的に発生した大規模な集中豪雨（1972年北薩摩豪雨）で大川川、尻無川が氾濫して駅周辺が大水害に見舞われた。線路や施設は高架化されていたため水没等の影響は無かったが、6月17 - 18日の豪雨では旧尻無トンネルのある尻無地区で大規模な土砂崩れが発生して道路や線路が広範囲に渡って埋没し、線路仮復旧に1週間を要している。相次ぐ集中豪雨で山肌や線路の地盤が弱っておりさらに大きな土砂崩れが発生する恐れや、旧尻無トンネルも地盤の緩みで崩落の恐れがあることが復旧工事時の調査で明らかになったため、山側の比較的地盤の強固な箇所にトンネルを設けて新線を敷設する大掛かりな工事を行うことにした。旧線を仮復旧させた後に現在の第二尻無トンネルの掘削工事を行い、トンネル開通後に新線への線路付替え工事を行って1973年10月1日ダイヤ改正より使用を開始し、現在の線形になった。当駅ホームが他駅と違って地上より高い位置に設けられていたり、川内方が大きくカーブして分岐器がトンネル内にある等、不自然な箇所が多いのはこのためである。
現在旧線は八代側は大半が宅地化されたり藪化したりしているものの、当時使われていた路盤や築堤の一部が道路や農道などに転用されて残っている。川内側も路盤の一部が宅地化された他は大半が藪化しているが、路盤跡、旧尻無トンネル跡、橋台跡ともほぼ当時の姿で現存しており、一部の箇所に当時使われていたレールが外されないまま残っている。但し旧尻無トンネル坑口は柵やコンクリートで塞がれており、中に立入ることは出来ない。

## 利用状況
- 2019年度の1日平均乗降人員は13人である[7]。

| 年度 | 1日平均 乗車人員 | 1日平均 乗降人員 |
| ---- | ---------------- | ---------------- |
| 2007 | 25               | 52               |
| 2008 | 27               | 57               |
| 2009 | 27               | 56               |
| 2010 | 33               | 68               |
| 2011 | 30               | 63               |
| 2012 | 26               | 54               |
| 2013 | 22               | 46               |
| 2014 | 19               | 40               |
| 2015 | 13               | 27               |
| 2016 |                  | 22               |
| 2017 |                  | 18               |
| 2018 |                  | 16               |
| 2019 |                  | 13               |

## 駅周辺
- 国道3号
- 阿久根市立大川小学校
- 阿久根市役所 大川出張所
- 大川郵便局
- 道の駅阿久根

## 隣の駅
肥薩おれんじ鉄道
■肥薩おれんじ鉄道線
牛ノ浜駅（OR22） - 薩摩大川駅（OR23） - 西方駅（OR24）